# Dicentrus bluthneri
Dicentrus bluthneri là một loài bọ cánh cứng trong họ Cerambycidae.